# Dolichowithius brasiliensis
Dolichowithius brasiliensis es una especie de arácnido del orden Pseudoscorpionida de la familia Withiidae.

## Distribución geográfica
Se encuentra en Brasil.